# Лілліан Оффітт
Лі́лліан О́ффітт (англ. Lillian Offitt; 4 листопада 1937, Нашвілл, Теннессі — 27 лютого 2020, Расін, Вісконсин) — американська ритм-енд-блюзова і блюзова співачка.

## Біографія
Народилась 4 листопада 1937 року в Нашвіллі (Теннессі). Донька Юліуса і Джуаніти Оффітт. Навчалась у коледжі, коли прийшла на студію Nashboro Records з метою зробити запис у жанрі госпел. Засновник лейблу Ерні Янг запропонував записати світську музику і в 1957 році вийшов її перший сингл «Miss You So» на дочірньому лейблі Excello, який посів 8-е місце в чарті R&B Singles і 66-е місце в чарті Billboard Hot 100 журналу «Billboard». Пісня стала досить успішною для того, аби Оффітт могла стати професійною співачкою. Після цього випустила ще два сингли «Darlin' I'll Forgive You» (1957) і «Can't Go On» (1958), які мали незначний успіх.
У 1958 році переїхала до Чикаго, де почала співати з гуртом Ерла Гукера у клубі Robert's Show Lounge. Гукер познайомив її з Мелом Лондоном, власником лейблу Chief Records, який записав Оффітт у лютому 1960 року. Пісня «Will My Man Be Home Tonight» (на якій Ерл Гукер зіграв на слайд-гітарі), стала місцевим хітом. Однак пісні «My Man Is a Lover» (травень 1960) і «Troubles» (1961) вже не мали великого успіху.
Оффітт залишила музику, аби присвятити себе створенню сім'ї. Саме через це вона не взяла участь у гастролях Американського фолк-блюзового фестивалю (її замінила Шугар Де Санто). Востаннє виступала у 1974 році у складі Streakers Rated-X Revue в Сент-Джозефі, Мічиган.

## Дискографія
- «Miss You So»/«If You Only Knew» (Excello, 1957) (R&B #8, U.S. #66)
- «Darlin' I'll Forgive You»/«Just Lonesome! That's All» (Excello, 1957)
- «Can't Go On»/«Darlin' Please Don't Change» (Excello, 1958)
- «Will My Man Be Home Tonight»/«The Man Won't Work» (Chief, 1960)
- «Oh Mama»/«My Man Is a Lover» (Chief, 1960)
- «Troubles»/«Shine On» (Chief, 1961) з Лоренсо Смітом